# Система стыковки и внутреннего перехода
Система стыковки и внутреннего перехода, (сокр. ССВП) представляет собой стандарт стыковочных модулей, применяемый на советских и российских космических аппаратах. Её иногда называют РСС (сокр. от Российская система стыковки). Она применялась на всех вариантах космических кораблей «Союз», кроме «Союз 7К-ЛОК» и более ранних «Союз 7К-ОК». Также применялась на кораблях «Прогресс», ТКС, ATV (корабли ЕКА) и на всех советских и российских орбитальных станциях.

## История
ССВП была первоначально задумана в 1967 году в ОКБ для использования на запланированной орбитальной военной космической станции. Несмотря на то, что эта станция так и не была запущена на орбиту, сама идея этого стыковочного модуля была реализована в 1970 году для использования на космических станциях «Салют» и «Алмаз». Во время первой попытки использования ССВП на корабле «Союз 10», миссия стыковки была неудачной из-за неисправности люка, и произошёл сбой в работе автоматической системы стыковки. В результате система была изменена, чтобы увеличить надёжность в критических ситуациях.
В 1980-х годах ССВП была усовершенствована для осуществления стыковки крупногабаритных модулей орбитальной станции «Мир». Она использовалась для того, чтобы соединить все герметичные модули станции, а также применялась для большинства стыковок за исключением шаттлов, и «Союза ТМ-16», в котором используется система стыковки АПАС-89. Эта система расположена также на модуле «Кристалл» и стыковочном модуле орбитальной станции «Мир».
Современные версии ССВП — это ССВП-Г4000 и ССВП-М8000. В российском сегменте на Международной космической станции имеется три пассивных порта ССВП-Г4000, расположенных на модулях «Звезда» (кормовой узел), «Рассвет» и «Поиск», и пять портов ССВП-М8000 на модуле «Причал». Кроме российских космических кораблей, ССВП была также применена на беспилотных грузовых кораблях ЕКА, которые стыковались к кормовому порту модуля «Звезда». Эти порты были предоставлены Россией в обмен на систему управления данными, разработанную для модуля «Звезда».
Модернизированную версию более удобного и широкого перехода, планируется использовать на следующем поколении космических кораблей — Орёл.

## Конструкция
ССВП состоит из двух компонентов: активного щупа и пассивного причала. Щуп входит в конус, затем его конец захватывается мягким захватом с защёлкой и втягивается с помощью электрических двигателей, чтобы обеспечить выравнивание. Затем восемь замков жёсткого захвата прочно скрепляют два корабля. После жёсткого закрепления, давление между стыкуемыми аппаратами выравнивается через интерфейс проверки герметичности системы.
Порт содержит переходной туннель с внутренним диаметром 800 мм. Кольцо вокруг этого туннеля содержит ряд разъёмов, обеспечивая передачу электроэнергии, данных и топлива между двумя пристыкованными транспортными средствами.

## ССВП-М
Также, для постоянной стыковки модулей космической станции имеется «Гибридный» вариант, сочетающий дизайн ССВП и АПАС-95. В этой версии также применяется конструкция щуп и конус-причал, как и в стандартной ССВП, но с жёстким стыковочным хомутом из АПАС-95. В АПАС-95 этот хомут имеет 12 защёлок вместо стандартных 8. Этот вариант известен как ССВП-М8000.
Эти гибридные порты ССВП используются для постоянной стыковки модулей «Заря» и «Звезда», а также для стыковки модулей «Пирс» и «Поиск» к модулю «Звезда». Модуль «Причал» пристыковывается к гермоадаптеру модуля «Наука» также стыковочным узлом типа ССВП-М.

## Внешние порты ССВП на МКС
| Российский сегмент | Российский сегмент | Российский сегмент | Российский сегмент | Российский сегмент | Российский сегмент |         |  |        |        |        |        |        |        |               |               |               |               |                   |                   |                   |                   |                                     |                                     |                                     |                                     |                                     |                                     |                         |                         |                         |                         |                         |                         |                                  |                                  | Солнечная батарея                | Солнечная батарея                | Солнечная батарея                | Солнечная батарея                | Солнечная батарея | Солнечная батарея |                   |                   |                 |                 |                 |                 |        |        |               |               |               |               |               |               |                   |                   |                   |                   |                   |                   |        |        |  |  |  |  |                         |                         |                         |                         |                         |                         |        |        |        |        |        |        |
| Российский сегмент | Российский сегмент | Российский сегмент | Российский сегмент | Российский сегмент | Российский сегмент |         |  |        |        |        |        |        |        |               |               |               |               |                   |                   | Люк для ВКД       | Люк для ВКД       | Люк для ВКД                         | Люк для ВКД                         | Люк для ВКД                         | Люк для ВКД                         |                                     |                                     | Стыковочный узел ССВП-Г | Стыковочный узел ССВП-Г | Стыковочный узел ССВП-Г | Стыковочный узел ССВП-Г | Стыковочный узел ССВП-Г | Стыковочный узел ССВП-Г |                                  |                                  | Солнечная батарея                | Солнечная батарея                | Солнечная батарея                | Солнечная батарея                | Солнечная батарея | Солнечная батарея | Манипулятор ERA   | Манипулятор ERA   | Манипулятор ERA | Манипулятор ERA | Манипулятор ERA | Манипулятор ERA |        |        |               |               | ССВП-М        | ССВП-М        | ССВП-М        | ССВП-М        | ССВП-М            | ССВП-М            | ССВП-М            | ССВП-М            | ССВП-М            | ССВП-М            | ССВП-М | ССВП-М |  |  |  |  |                         |                         |                         |                         |                         |                         |        |        |        |        |        |        |
|                    |                    |                    |                    |                    |                    |         |  | ССВП-Г | ССВП-Г | ССВП-Г | ССВП-Г | ССВП-Г | ССВП-Г | Поиск (МИМ-2) | Поиск (МИМ-2) | Поиск (МИМ-2) | Поиск (МИМ-2) | Поиск (МИМ-2)     | Поиск (МИМ-2)     | Люк для ВКД       | Люк для ВКД       | Люк для ВКД                         | Люк для ВКД                         | Люк для ВКД                         | Люк для ВКД                         |                                     |                                     | Стыковочный узел ССВП-Г | Стыковочный узел ССВП-Г | Стыковочный узел ССВП-Г | Стыковочный узел ССВП-Г | Стыковочный узел ССВП-Г | Стыковочный узел ССВП-Г | Звезда (служебный модуль)        | Звезда (служебный модуль)        | Звезда (служебный модуль)        | Звезда (служебный модуль)        | Звезда (служебный модуль)        | Звезда (служебный модуль)        |                   |                   | Манипулятор ERA   | Манипулятор ERA   | Манипулятор ERA | Манипулятор ERA | Манипулятор ERA | Манипулятор ERA |        |        | Наука (МЛМ-У) | Наука (МЛМ-У) | Наука (МЛМ-У) | Наука (МЛМ-У) | Наука (МЛМ-У) | Наука (МЛМ-У) | ССВП-М            | ССВП-М            | ССВП-М            | ССВП-М            | ССВП-М            | ССВП-М            | ССВП-М | ССВП-М |  |  |  |  | Причал (узловой модуль) | Причал (узловой модуль) | Причал (узловой модуль) | Причал (узловой модуль) | Причал (узловой модуль) | Причал (узловой модуль) | ССВП-Г | ССВП-Г | ССВП-Г | ССВП-Г | ССВП-Г | ССВП-Г |
|                    |                    |                    |                    |                    |                    |         |  | ССВП-Г | ССВП-Г | ССВП-Г | ССВП-Г | ССВП-Г | ССВП-Г | Поиск (МИМ-2) | Поиск (МИМ-2) | Поиск (МИМ-2) | Поиск (МИМ-2) | Поиск (МИМ-2)     | Поиск (МИМ-2)     |                   |                   |                                     |                                     |                                     |                                     |                                     |                                     |                         |                         |                         |                         |                         |                         | Звезда (служебный модуль)        | Звезда (служебный модуль)        | Звезда (служебный модуль)        | Звезда (служебный модуль)        | Звезда (служебный модуль)        | Звезда (служебный модуль)        |                   |                   |                   |                   |                 |                 |                 |                 |        |        | Наука (МЛМ-У) | Наука (МЛМ-У) | Наука (МЛМ-У) | Наука (МЛМ-У) | Наука (МЛМ-У) | Наука (МЛМ-У) |                   |                   |                   |                   |                   |                   |        |        |  |  |  |  | Причал (узловой модуль) | Причал (узловой модуль) | Причал (узловой модуль) | Причал (узловой модуль) | Причал (узловой модуль) | Причал (узловой модуль) | ССВП-Г | ССВП-Г | ССВП-Г | ССВП-Г | ССВП-Г | ССВП-Г |
|                    |                    |                    |                    |                    |                    |         |  |        |        |        |        |        |        | Люк для ВКД   | Люк для ВКД   | Люк для ВКД   | Люк для ВКД   | Люк для ВКД       | Люк для ВКД       |                   |                   |                                     |                                     |                                     |                                     |                                     |                                     |                         |                         | Шлюзовая камера         | Шлюзовая камера         | Шлюзовая камера         | Шлюзовая камера         | Шлюзовая камера                  | Шлюзовая камера                  |                                  |                                  |                                  |                                  | ССВП-М            | ССВП-М            | ССВП-М            | ССВП-М            | ССВП-М          | ССВП-М          | ССВП-М          | ССВП-М          | ССВП-М | ССВП-М | ССВП-М        | ССВП-М        |               |               |               |               |                   |                   |                   |                   |                   |                   |        |        |  |  |  |  |                         |                         |                         |                         |                         |                         |        |        |        |        |        |        |
| ↑ корма            | ↑ корма            | ↑ корма            | ↑ корма            | ↑ корма            | ↑ корма            |         |  |        |        |        |        |        |        | Люк для ВКД   | Люк для ВКД   | Люк для ВКД   | Люк для ВКД   | Люк для ВКД       | Люк для ВКД       |                   |                   |                                     |                                     | Солнечная батарея                   | Солнечная батарея                   | Солнечная батарея                   | Солнечная батарея                   | Солнечная батарея       | Солнечная батарея       | Шлюзовая камера         | Шлюзовая камера         | Шлюзовая камера         | Шлюзовая камера         | Шлюзовая камера                  | Шлюзовая камера                  |                                  |                                  | Солнечная батарея                | Солнечная батарея                | Солнечная батарея | Солнечная батарея | Солнечная батарея | Солнечная батарея | ССВП-М          | ССВП-М          | ССВП-М          | ССВП-М          | ССВП-М | ССВП-М | ССВП-М        | ССВП-М        |               |               |               |               | Солнечная батарея | Солнечная батарея | Солнечная батарея | Солнечная батарея | Солнечная батарея | Солнечная батарея |        |        |  |  |  |  |                         |                         |                         |                         |                         |                         |        |        |        |        |        |        |
| ↑ корма            | ↑ корма            | ↑ корма            | ↑ корма            | ↑ корма            | ↑ корма            | ← зенит |  |        |        |        |        |        |        |               |               |               |               |                   |                   |                   |                   |                                     |                                     | Солнечная батарея                   | Солнечная батарея                   | Солнечная батарея                   | Солнечная батарея                   | Солнечная батарея       | Солнечная батарея       |                         |                         |                         |                         |                                  |                                  |                                  |                                  | Солнечная батарея                | Солнечная батарея                | Солнечная батарея | Солнечная батарея | Солнечная батарея | Солнечная батарея |                 |                 |                 |                 |        |        |               |               |               |               |               |               | Солнечная батарея | Солнечная батарея | Солнечная батарея | Солнечная батарея | Солнечная батарея | Солнечная батарея |        |        |  |  |  |  |                         |                         |                         |                         |                         |                         |        |        |        |        |        |        |
| → надир            | → надир            | → надир            | → надир            | → надир            | → надир            |         |  |        |        |        |        |        |        |               |               |               |               |                   |                   |                   |                   | Заря (функционально- грузовой блок) | Заря (функционально- грузовой блок) | Заря (функционально- грузовой блок) | Заря (функционально- грузовой блок) | Заря (функционально- грузовой блок) | Заря (функционально- грузовой блок) |                         |                         |                         |                         | Рассвет (МИМ-1)         | Рассвет (МИМ-1)         | Рассвет (МИМ-1)                  | Рассвет (МИМ-1)                  | Рассвет (МИМ-1)                  | Рассвет (МИМ-1)                  | ССВП-Г                           | ССВП-Г                           | ССВП-Г            | ССВП-Г            | ССВП-Г            | ССВП-Г            |                 |                 |                 |                 |        |        |               |               |               |               |               |               |                   |                   |                   |                   |                   |                   |        |        |  |  |  |  |                         |                         |                         |                         |                         |                         |        |        |        |        |        |        |
| → надир            | → надир            | → надир            | → надир            | → надир            | → надир            |         |  |        |        |        |        |        |        |               |               |               |               |                   |                   |                   |                   | Заря (функционально- грузовой блок) | Заря (функционально- грузовой блок) | Заря (функционально- грузовой блок) | Заря (функционально- грузовой блок) | Заря (функционально- грузовой блок) | Заря (функционально- грузовой блок) |                         |                         |                         |                         | Рассвет (МИМ-1)         | Рассвет (МИМ-1)         | Рассвет (МИМ-1)                  | Рассвет (МИМ-1)                  | Рассвет (МИМ-1)                  | Рассвет (МИМ-1)                  | ССВП-Г                           | ССВП-Г                           | ССВП-Г            | ССВП-Г            | ССВП-Г            | ССВП-Г            |                 |                 |                 |                 |        |        |               |               |               |               |               |               |                   |                   |                   |                   |                   |                   |        |        |  |  |  |  |                         |                         |                         |                         |                         |                         |        |        |        |        |        |        |
| ↓ нос              |                    |                    |                    |                    |                    |         |  |        |        |        |        |        |        |               |               |               |               |                   |                   |                   |                   |                                     |                                     |                                     |                                     |                                     |                                     |                         |                         |                         |                         |                         |                         |                                  |                                  |                                  |                                  |                                  |                                  |                   |                   |                   |                   |                 |                 |                 |                 |        |        |               |               |               |               |               |               |                   |                   |                   |                   |                   |                   |        |        |  |  |  |  |                         |                         |                         |                         |                         |                         |        |        |        |        |        |        |
|                    |                    |                    |                    |                    |                    |         |  |        |        |        |        |        |        |               |               |               |               | Солнечная батарея | Солнечная батарея | Солнечная батарея | Солнечная батарея | Солнечная батарея                   | Солнечная батарея                   |                                     |                                     | Солнечная батарея                   | Солнечная батарея                   | Солнечная батарея       | Солнечная батарея       | Солнечная батарея       | Солнечная батарея       |                         |                         |                                  |                                  |                                  |                                  |                                  |                                  |                   |                   |                   |                   |                 |                 |                 |                 |        |        |               |               |               |               |               |               |                   |                   |                   |                   |                   |                   |        |        |  |  |  |  |                         |                         |                         |                         |                         |                         |        |        |        |        |        |        |
| Полная схема МКС   | Полная схема МКС   | Полная схема МКС   | Полная схема МКС   | Полная схема МКС   | Полная схема МКС   |         |  |        |        |        |        |        |        |               |               |               |               | Солнечная батарея | Солнечная батарея | Солнечная батарея | Солнечная батарея | Солнечная батарея                   | Солнечная батарея                   |                                     |                                     | Солнечная батарея                   | Солнечная батарея                   | Солнечная батарея       | Солнечная батарея       | Солнечная батарея       | Солнечная батарея       |                         |                         | Переход к американскому сегменту | Переход к американскому сегменту | Переход к американскому сегменту | Переход к американскому сегменту | Переход к американскому сегменту | Переход к американскому сегменту |                   |                   |                   |                   |                 |                 |                 |                 |        |        |               |               |               |               |               |               |                   |                   |                   |                   |                   |                   |        |        |  |  |  |  |                         |                         |                         |                         |                         |                         |        |        |        |        |        |        |